# Смирницкая, Надежда Симоновна
Наде́жда Симео́новна Смирни́цкая (по мужу Калю́жная) (1852, Киевская губерния, Российская империя — 7 ноября 1889, Карийская каторга, Российская империя) —  революционерка, член партии «Народная воля», террористка.

## Биография
Родилась в семье священника Симона Смирницкого.
В 1876—1879 годах участвовала в деятельности киевских народнических кружков. В 1878 году находилась в близких сношениях с убитым при вооруженном сопротивлении властям Иваном Ивичевичем участвовала на сходках, на которых обсуждались разные террористические предприятия и в том числе убийство харьковского губернатора, князя Д. Н. Кропоткина. Участвовала в укрывательстве непосредственного исполнителя, террориста Г. Д. Гольденберга.
В 1878 году проживала с мужем Фёдором Ефимовичем Зенченко в имении «Калинов мост» (Пирятинский уезд, Полтавская губерния). За участие в народническом движении, в частности, в кружке «Пифийник» была арестована в мае 1879 года и отправлена в административную ссылку в Сольвычегодск (Вологодская губерния).
В марте 1880 года совершила побег из ссылки вместе со вторым мужем Калюжным И. В. На конспиративной квартире в Москве организовала вместе со своим мужем паспортное бюро «Народной воли», обеспечивала революционных подпольщиков личными документами, поддельными паспортами, справками и т. д.
В марте 1882 года вновь арестована. С 28 марта по 5 апреля 1883 года во время Процесса семнадцати в Петербурге судом Особого Присутствия Правительствующего Сената осуждена с группой народовольцев (П. Ивановская, И. Калюжный, Я. Стефанович и др.) и приговорена к 15 годам каторжных работ на заводах. В Усть-Карийскую тюрьму прибыла в 1884 году вместе с мужем. Отбывала наказание на Карийского каторге.
В знак протеста против телесных наказаний в отношении осуждённой Н. К. Сигиды (Малаксиано) покончила жизнь самоубийством вместе с Ковалевской М. П. и Калюжной М. В. приняв 6 ноября смертельную дозу морфия. Умерла 7 ноября 1889 года на Карийской каторге.

## Муж
- Фёдор Ефимович Зенченко
- Иван Васильевич Калюжный

## Примечание
1. ↑  Ивичевич Иван Николаевич (1859—1879), террорист, участник кружка В. А. Осинского в Киеве. В революционном движении в Одессе с 1874. В 1877 работал в Ростове-на-Дону слесарем и принимал участие в кружке железнодорожных рабочих. В 1878 участвовал в убийстве агента сыскной полиции А. Г. Никонова, после чего уехал в Киев, участвовал также в покушении на киевского прокурора М. М. Котляревского. 11 февраля 1879 в Киеве при аресте совместно с другими оказал вооруженное сопротивление и был смертельно ранен. Уцелевшие революционеры проходили по делу «Киевских бунтарей» 30 апреля — 4 мая 1879 года в Киевском военно-окружном суде.
2. ↑  Поводом для ареста послужил факт заказа памятника Ивану Ивичевичу.